# Burr–Erdős-sejtés
A matematika, azon belül a gráfelmélet és Ramsey-elmélet területén a Choongbum Lee által 2015-ben bebizonyított Burr–Erdős-sejtés vagy Erdős–Burr-sejtés (tulajdonképpen: Lee-tétel) a ritka gráfok Ramsey-számával kapcsolatos probléma. Az Erdős Pál és Stefan Burr által felvetett kérdés az volt, hogy tetszőleges ritka gráfcsaládot figyelembe véve vajon a gráfok Ramsey-száma a csúcsok számával lineárisan növekszik-e.

## Definíciók
Egy G irányítatlan gráf degeneráltsága az a minimális p természetes szám, melyre G bármely részgráfjában található legfeljebb p fokszámú csúcs. Egy p degeneráltságú gráfot p-degeneráltnak mondunk. Ekvivalens megfogalmazás szerint egy p-degenerált gráf a p-nél nem nagyobb fokszámú csúcsok ismételt eltávolításával üres gráffá redukálható.
A Ramsey-tételből következik, hogy minden G gráfhoz tartozik egy legkisebb {\displaystyle r(G)} egész szám, avagy a G gráf Ramsey-száma, hogy bármely, legalább {\displaystyle r(G)} méretű teljes gráf csúcsait két színnel kiszínezve a gráf tartalmazni fogja a G egyszínű kópiáját. Például a háromszög Ramsey-száma 6, mert a hat csúcsból álló teljes gráfot kék és piros színnel kiszínezve mindig találni fogunk vagy kék, vagy piros háromszöget.

## A sejtés
1973-ban Stefan Burr és Erdős Pál a következőt sejtették meg:
Minden p egész számhoz létezik egy cp konstans, melyre igaz, hogy bármely n csúcsú p-degenerált gráf Ramsey-száma legfeljebb cp n.
Tehát ha egy n csúcsból álló G gráf p-degenerált, akkor a G egyszínű kópiája megtalálható bármely, két színnel színezett cp n csúcsú teljes gráfban.

## Ismert eredmények
Jóval a sejtés teljes bizonyítása előtt már léteztek részeredmények vele kapcsolatban. (Chvátal et al. 1983) igazolta korlátos fokszámú gráfokra; az ő bizonyításuk nagyon magas cp konstanshoz vezetett; a konstanst (Eaton 1998), majd (Graham, Rödl & Rucínski 2000) javította meg. Általánosabban a sejtést igazolták a p-átrendezhető (p-arrangeable) gráfokra, melyek magukban foglalják a Kp felosztását nem tartalmazó gráfokat, a korlátos maximális fokszámú gráfokat és a síkbarajzolható gráfokat. Bizonyították a sejtést felosztott gráfokra, melyekben (élek úttá felosztása miatt) nem található egymással szomszédos csúcspár, melynek mindkét tagjának fokszáma kettőnél nagyobb lenne.
Általános gráfok Ramsey-számáról ismert, hogy felső korlátja egy a lineárisnál csak kissé erősebben növekvő függvény. Specifikusan, (Fox & Sudakov 2009) megmutatta, hogy létezik olyan cp konstans, amire bármely p-degenerált n-csúcsú G gráfra:
{\displaystyle r(G)\leq 2^{c_{p}{\sqrt {\log n}}}n.}

## Fordítás
- Ez a szócikk részben vagy egészben az Erdős–Burr conjecture című angol Wikipédia-szócikk ezen változatának fordításán alapul.  Az eredeti cikk szerkesztőit annak laptörténete sorolja fel. Ez a jelzés csupán a megfogalmazás eredetét és a szerzői jogokat jelzi, nem szolgál a cikkben szereplő információk forrásmegjelöléseként.